# Jocelyn Urías
Jocelyn Urías, född 12 februari 1996 i Guadalajara, Mexiko, är en volleybollspelare (center). Hon är lagkapten för Mexikos landslag.
Urías debuterade i landslagssammanhang vid Panamerikanska U18-cupen 2011. Hon spelade då med den lokala klubben i Baja California. Hon deltog med seniorlandslag vid VM 2014 och FIVB World Grand Prix 2015. Hon började studera digital teknik vid Washington State University i USA 2015 och spelade där för deras lag Washington State Cougars fram till 2019. Efter avslutade studier har hon spelat för först Al Wasl SC i Förenade arabemiraten och därefter flera klubbar i Europa.